# Heterophyidae
Famille
Les Heterophyidae forment une famille de trématodes (vers parasites).

## Liste des genres
Ce genre comprend les genres suivants[réf. nécessaire] :
- Acanthotrema Travassos, 1928
- Acetodextra Pearse, 1924
- Adleriella Witenberg, 1930
- Alloheterophyes Pearson, 1999
- Apophallus Lühe, 1909
- Ascocotyle Looss, 1899
- Centrocestus Looss, 1899
- Cercarioides Witenberg, 1929
- Condylocotyla Pearson & Prevot, 1985
- Cryptocotyle Lühe, 1899
- Dexiogonimoides Omar & Fahmy, 1990
- Euhaplorchis Martin, 1950
- Euryhelmis Poche, 1926
- Galactosomum Looss, 1899
- Haplorchis Looss, 1899
- Haplorchoides Chen, 1949
- Heterophyes Cobbold, 1886
- Heterophyopsis Tubangui & Africa, 1938
- Heterotestophyes Leonov, 1957
- Irinaia Caballero & Bravo Hollis, 1966
- Jubilarium Morozov, 1958
- Macrotestophyes Varenov
- Metagonimus Katsurada, 1912
- Micromonorchis Khoche, 1969
- Neoheterophyes Khotenovskii, 1970
- Neoprosthodendrium Hall, 1960
- Neostictodora Sogandares-Bernal, 1959
- Ophiohaplorchis Yamaguti, 1971
- Opisthometra Poche, 1926
- Pandiontrema Oshmarin, 1963
- Phocitrema Goto & Ozaki, 1930
- Phocitremoides Martin, 1950
- Pholeter Odhner, 1914
- Ponticotrema Issaitschikow, 1927
- Procerovum Onji & Nishio, 1916
- Protoheterophyes Pearson, 2002
- Pseudexorchis Yamaguti, 1938
- Pseudogalactosoma Yamaguti, 1942
- Pseudopygidiopsis Yamaguti, 1971
- Pygidiopsis Looss, 1907
- Pygidiopsoides Martin, 1951
- Scaphanocephalus Jägerskiöld, 1903
- Sonkulitrema Ablasov & Chibichenko, 1960
- Stellantchasmus Onji & Nishio, 1916
- Stictodora Looss, 1899
- Taphrogonymus Cohn, 1904
- Tauridiana Issaitschikow, 1925
- Tetracladium Kulachkova, 1954